# Nombre de Sherwood
El Nombre de Sherwood (Sh) és un nombre adimensional emprat en operacions de transferència de massa. Representa la relació entre la transferència convectiva i difusiva en un sistema, i es defineix com la ràtio entre una longitud característica i el gruix de la capa límit difusiva. Rep el seu nom en honor de Thomas Kilgore Sherwood.
La definició és la següent:
{\displaystyle Sh={\frac {K_{c}L}{\mathcal {D}}}}
És l'equivalent en transferència de massa al nombre de Nusselt en transferència de calor, on
- {\displaystyle K_{c}} = coeficient de transferència de massa convectiu;
- {\displaystyle L} = longitud característica;
- {\displaystyle {\mathcal {D}}} = coeficient de difusió